# Carlos Piñeiro
Carlos Aurelio López Piñeiro (Corunya, 21 de juliol de 1950) és professor, investigador, escriptor, guionista, productor i director de cinema.

## Biografia
Doctor per la Universitat de Vigo amb la tesi [cum laude] "Técnica do relato fílmico". El 1975 va començar a treballar com crític cinematogràfic del diari La Voz de Galicia amb el pseudònim Caurel, i com a productor, guionista i director a l' Equipo Imaxe -reconegut amb el premi honorífic a la 4a edició dels Premis Mestre Mateo 2006- del qual va ser membre fundador.
Va intervenir en la realització de nombrosos curtmetratges, i és considerat entre els pioners de l'audiovisual gallec. A més de pròlegs i capítols d'obres col·lectives, com Obradoiros de Cine Clásico [AGAG-Tórculo, 2003] i Xéneros cinematográficos? Aproximacións e reflexións [AGAG-USC, 2006], individualment ha publicat els llibres O cine na revista Vida Gallega (1909-1938) [CGAI, 1995], O nacemento dunha cidade (A implantación do cine en Pontevedra), [Diputación de Pontevedra, 1998], "Enrique Barreiro, cineasta e inventor [Nosa Terra, 2001] i "Las cuatro estaciones del relato audiovisual" [Editorial Académica Española, 2017].
Participa activament en nombrosos esdeveniments, fòrums i entitats defensores de l'audiovisual gallec. També va participar en el Seminari d'Anàlisi de Guió amb Linda Seger el 1997, en el taller de Diàlegs en el Guió Cinematogràfic amb Valentín Fernández Tubau el 1999 i en el taller de Dramatúrgia Cinematogràfica amb Jean-Claude Carrière en 2000.
Va ser professor de diverses matèries en la Facultat de Ciències Socials i de la Comunicació de la Universitat de Vigo i de producció creativa i guió en la Escola Superior d'Arts Cinematogràfiques de Galícia (EGACI).

## Premis i distincions
- Va ser premi de guions cinematogràfics 1992 de la Conselleria de Cultura de la Junta de Galícia.
- Nominat als premis Agapi 1999 a la millor direcció de producció.
- El 1993 i 1995 va ser premi de la 3a i 4a Convocatòria (CGAI - Federación de Cineclubes de Galicia).
- El 1996, premi d'investigació Província de Pontevedra.
- President de l'Asociación de Productoras de Galicia entre 1988 i 1991.
- 1999 Membre de la junta directiva de l' Asociación Galega de Guionistas.
- És membre de l'Associació Espanyola d'Historiadors del Cinema.

## Filmografia abreujada
- 2006 Gutbai, Charly. HDV. Migmetratge. Coproducció amb London Film School y EGACI. guió y dirección Jorge Casinello.
- 1998 Disonancias. 35mm. Curtmetratge. Coproducció amb Vía Láctea Filmes. guió y dirección Ignacio Vilar.
- 1994 Inanimados. Vídeo infografies. Producció. Guió i direcció Alfredo García Pinal.
- 1991 Aldán e Elva. Vídeo. Piloto de Telecomedia. Producció: Vici. Coguió Miguel Anxo Murado.
- 1989 Urxa. 35mm. Llargmetratge. Producció. Coguió y codirecció amb Alfredo García Pinal.
- 1986 Noa e Xoana. 35mm. Curtmetratge. Coproducció amb Luísa Peláez.
- 1984 Embarque. 35mm. Curtmetratge. Producció, guió y dirección.
- 1984 Morrer no mar. 35mm. Curtmetratge. Producció. guió y dirección Alfredo García Pinal. Primer premi del "I Festival Internacional de Cinema de Troia". Portugal, 1985.
- 1984 O segredo. 35mm. Curtmetratge. Producció. guió Uxía Blanco i Daniel Domínguez. Dirección Daniel Domínguez.
- 1983 Alea. Vídeo-creació. Producció, guió y dirección.
- 1979 A cidade que se nos vai. 16mm. Curtmetratge documental. Equipo Imaxe. Producció, guió i direcció.
- 1979 Circos. 16mm. Migmetratge documental. Equipo Imaxe. Producció i muntatge. Dirigida per Xavier Villaverde.
- 1977 A ponte da verea vella. 16mm. Curtmetratge. Equipo Imaxe. Producció i direcció. Coguió Suso Montero
- 1976 Illa. 16mm. Curtmetratge. Equipo Imaxe. Producció, guió i direcció. Premi a la millor pel·lícula a les "IV Xornadas de Cine Independente", Madrid, Primer Premi "IX Festival Internacional de Cine Independente Ciudad de Zaragoza", 1976.